# Norops microlepidotus
Norops microlepidotus este o specie de șopârle din genul Norops, familia Polychrotidae, descrisă de Davis 1954. Conform Catalogue of Life specia Norops microlepidotus nu are subspecii cunoscute.